# Estación de Jaén (Metro de Granada)
Jaén es una estación en superficie de la línea 1 del Metro de Granada situada en el distrito Norte de la ciudad de Granada. Se ubica en la Carretera de Jaén — a la que debe su nombre, en el límite entre los barrios de Almanjáyar y La Cruz.

## Situación
La estación se encuentra en la Carretera de Jaén, junto a las calles Iznalloz y Casería del Cerro. Frente a ella se encuentra el Parque de Bomberos Norte de la ciudad. La avenida constituye el límite administrativo entre el barrio de Almajáyar y el de la Cruz. Una de sus principales funciones es dar servicio a estos barrios, así como al de Joaquina Eguaras, situado a escasos metros al sudeste de la parada.
Otro de sus principales objetivos es el de conectar el metro con el Ferial de Granada, que se encuentra a 200 metros de la estación. Este recinto acoge anualmente la Feria del Corpus, la más importante de la ciudad y la cual convierte a la estación en una de las de mayor afluencia de la red durante estas festividades.

## Características y servicios
La configuración de la estación es de dos andenes laterales de 65 metros de longitud con sendas vías, una por cada sentido. La arquitectura de la estación se dispone en forma de doble marquesina a ambos lados, con un techo y elementos arquitectónicos y decorativos en acero y cristal.
La estación es accesible a personas con movilidad reducida, tiene elementos arquitectónicos de accesibilidad a personas invidentes y máquinas automáticas para la compra de títulos de transporte. También dispone de paneles electrónicos de información al viajero y megafonía.

## Intermodalidad
Jaén es intermodal tanto con la red de autobuses urbanos de Granada como con las líneas interurbanas del Consorcio de Transportes de Granada, ya que dispone de marquesinas para sendos transportes junto a la estación.
La estación tiene correspondencia con la línea N4 de bus urbano, que conecta el centro de la ciudad con el área noroeste de la ciudad, hasta la Avenida Federico García Lorca.
En el caso de la red de buses metropolitanos, frente a la estación paran las líneas 121, 123, 111 y 333 que conectan la capital con los municipios del área norte: Maracena, Albolote, Peligros y Calicasas.